# Fuerzas Armadas Rumanas
El Ejército, la Fuerza Aérea y la Armada constituyen las Fuerzas Armadas Rumanas (en rumano: Forţele Armate Române o Armata Română). El actual comandante en jefe es el almirante Gheorghe Marin, dirigido por el ministro de Defensa, mientras que el presidente es el Comandante Supremo de las Fuerzas Armadas en tiempo de guerra.
El gasto total en defensa asciende al 2,05% del producto interior bruto (PIB), lo que representa aproximadamente 2 900 millones de dólares (puesto 47). Sin embargo, las Fuerzas Armadas de Rumanía se pasan cerca de 11 millones de dólares en los próximos cinco años en la modernización y adquisición de nuevos equipos.
De los 195.000 hombres y mujeres que actualmente comprenden las Fuerzas Armadas, 180.000 son personal militar y los otros de 15 000 civiles. El Ejército de Tierra tienen una fuerza de 45.000 efectivos, la Fuerza Aérea 13 250 y las Fuerzas Navales 6800, mientras que los 8800 restantes sirven en otros campos.
Las Fuerzas de Tierra han revisado recientemente su equipamiento, y en la actualidad son un ejército moderno con las capacidades para su integración con otros cuerpos de la OTAN. Actualmente participan en la misión de mantenimiento de la paz en Afganistán, junto con otros países de la OTAN. La Fuerza Aérea en el presente opera aviones de combate tipo caza modernizados de origen soviético MiG-21 LanceR, que está previsto sean reemplazodos por modernos Eurofighter Typhoon, Saab 39 Gripen o F-16 Fighting Falcon para 2010-2012. La Fuerza Aérea también ha realizado un encargo para la adquisición de 7 nuevos aviones de transporte táctictos C-27J Spartan, para el reemplazo del grueso de la vieja fuerza de transporte. Dos antiguas fragatas modernizadas del tipo 22 de la Royal Navy han sido adquiridas por las Fuerzas Navales en 2004 y cuatro modernas corvetas de misiles han sido encargadas para los próximos años. Tres helicópteros de producción nacional IAR 330 Puma NAVAL han sido encargados por las Fuerzas Navales a finales de 2008.

## Efectivos

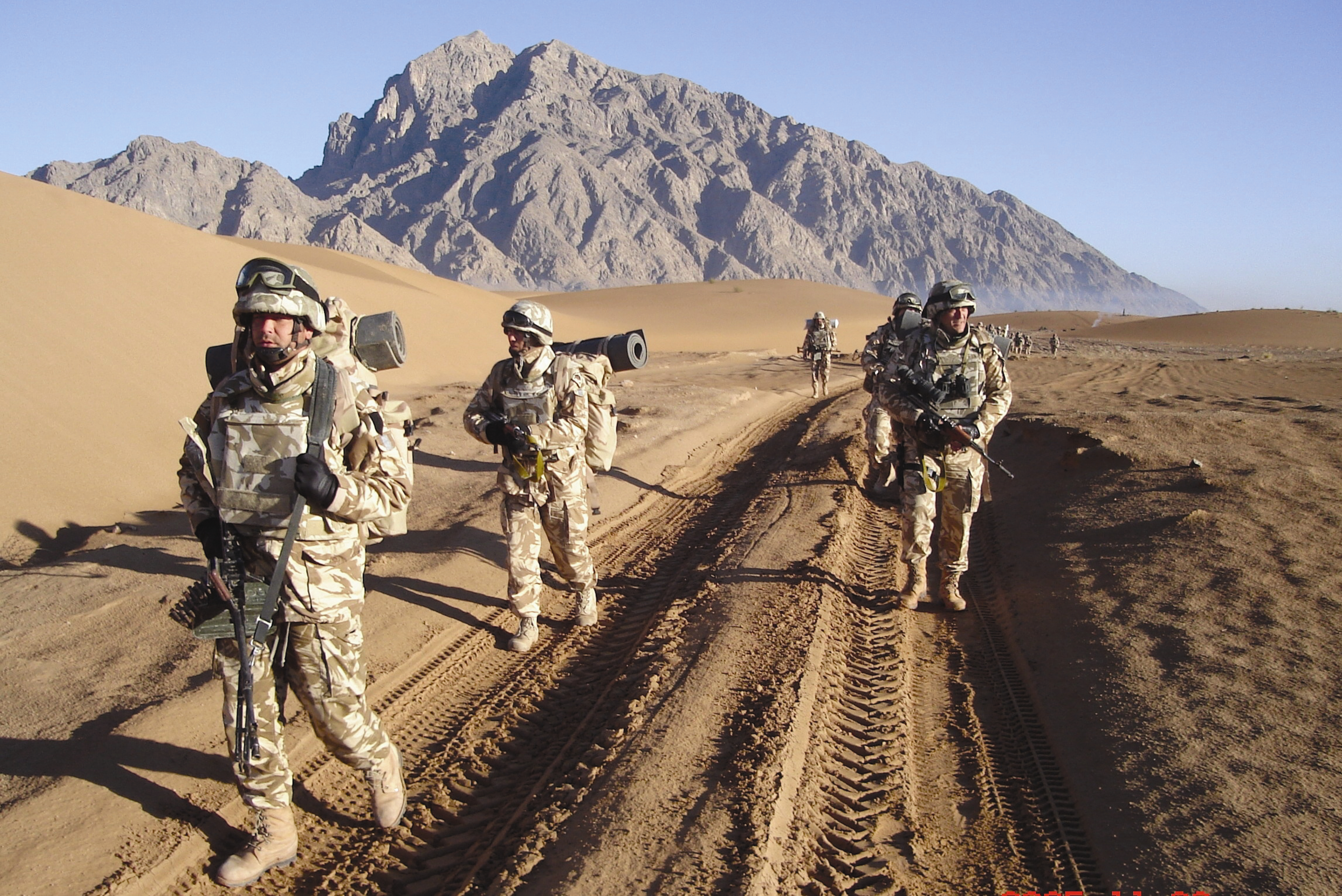
Soladados rumanos patrullando en Afganistán.

Rumania se unió a la OTAN en 2004. Como consecuencia, amplios preparativos se han hecho para la abolición del servicio militar obligatorio y la transición a un ejército profesional en 2007. Las nuevas fuerzas armadas se componen de 90 000 hombres y mujeres. Cerca de 75 000 de ellos son el personal militar, mientras que 15 000 se componen de personal civil. 60 000 de los 90 000 serán las fuerzas activas, mientras que 30.000 constituyen las fuerzas territoriales. De los 75 000 efectivos que componen el ejército real, ca. 45 800 componen la Ejército de Tierra de Rumania, 13 250 son de la Fuerza Aérea de Rumania y 6800 se encuentran en las Fuerzas Navales de Rumania, mientras que los 8800 restantes sirven en otros campos.

## Modernización
Los militares rumanos en esencia, se someterán a una reestructuración de tres etapas. A partir de 2007, la primera etapa de corto plazo ha sido completada. 2015 marca el final de la segunda etapa, cuando las fuerzas armadas deben llegar a una compatibilidad superior con las fuerzas de la OTAN. En 2025, la larga etapa de plazo debe ser completada.
Las etapas tienen por objeto la modernización de la estructura de las fuerzas armadas, la reducción del personal, así como la adquisición de nuevas y mejor tecnologías que sean compatibles con los estándares de la OTAN.

## Misiones internacionales

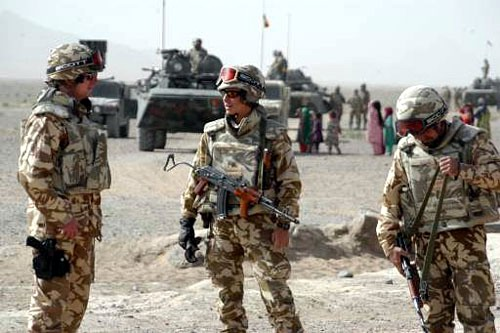
Soldados rumanos en el sur de Afganistán en una operación con fuerzas estadounidenses.

Rumania tiene tropas desplegadas en Afganistán. En su apogeo, el contingente rumano en Irak ascendía a 730 soldados; sin embargo, se redujo ese número a 350 soldados. Rumania puso fin a su misión en Irak y retiró sus últimas tropas el 24 de julio de 2009. Rumanía tiene actualmente 900 soldados en Afganistán.

## Otras instituciones militarizadas
Las siguientes instituciones rumanas tienen condición militar, pero no forman parte de las Fuerzas Armadas:
- Gendarmería Rumana (Jandarmeria Română), subordinada al Ministerio de Administración e Interior;
- Inspectoratul General al Corpului Pompierilor Militari (Bomberos Militares) y Comandamentul Protecţiei Civile (Protección Civil), fusionado con el Servicio de Inspección para Situaciones de Emergencia dentro del Ministerio del Interior;